# Ask a Embla

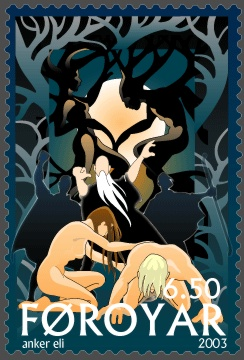
Ask a Embla na poštovní známce Faerských ostrovů (Anker Eli Petersen, 2003)

Ask a Embla byli v severské mytologii první muž a žena, podobně jako Adam a Eva v Genesis.
Když bůh Ódin a jeho bratři Vili a Vé stvořili svět, procházeli se po mořském břehu a našli dva kmeny. Ódin jim dal život a dech, Vili rozum a Vé podobu, řeč, zrak a sluch. K životu jim byl dán Midgard a Ask („jasan“) a Embla („jilm“) se stali předchůdci všech lidí.